# 데드존 (1983년 영화)
《데드존》(영어: The Dead Zone)은 미국에서 제작된 데이비드 크로넌버그 감독의 1983년 SF 스릴러 영화이다. 크리스토퍼 워컨, 브룩 애덤스, 마틴 신 등이 출연하였고, 데브라 힐 등이 제작에 참여하였다.
1979년에 출간된 스티븐 킹의 동명 소설이 원작이다. 같은 소설을 원작으로 2002년부터 2007년까지 USA 네트워크에서 앤서니 마이클 홀이 주연한 동명 텔레비전 시리즈를 방영하였다.
1984년 제11회 새턴상 공포 영화 부문 작품상을 수상하였다.

## 줄거리
메인주 캐슬록. 교사 조니 스미스는 폭풍 속 귀갓길에서 교통 사고로 혼수 상태에 빠진다. 5년 후 깨어난 조니는 열애했던 동료 교사 세라가 다른 남성과 결혼해 자녀를 두었으며 자신에게 신체 접촉으로 타인의 과거를 읽어내는 초능력이 생겼다는 걸 알게 된다. 조니는 물리 치료를 받으며 보행법을 다시 터득하지만 다리를 절뚝이게 된다. 세라와 조니는 서로 감정이 남아있음을 확인하나 여기에서 끝내기로 한다.
조니의 능력이 외부에 알려지면서 보안관 조지 배너먼이 연쇄 살인 사건 수사에 도움을 청한다. 보안관보 프랭크 도드가 범인으로 드러나자 배너먼이 체포하려고 하지만, 정체가 발각난 걸 알게 된 도드는 그 전에 집에서 자살한다. 분노한 도드의 어머니가 조니를 쏘고, 총격전 속에서 배너먼이 도드의 어머니를 쏴죽인다.
신체가 계속 약화되는 가운데 조니는 홀로 외딴 곳에 살기 시작한다. 조니는 집에서 아동 대상으로 과외 수업을 시작하고, 명성이 자자해지자 부자 로저 스튜어트가 아들 크리스를 봐달라고 의뢰한다. 조니는 크리스와 다른 두 소년이 하키 시합 중에 깨진 얼음 밑으로 가라앉아 죽는 미래를 본다. 조니의 경고를 들은 스튜어트는 회의적인 반응을 보이며 조니를 해고하지만 조니에게 신뢰가 쌓인 크리스는 집에 남길 고집한다. 시합에 그대로 참가한 다른 두 소년만 사망하고 크리스는 살아남자 조니는 자신이 보는 미래에 완전히 정해져 있지 않아 얼마든지 바꿀 수 있는 "데드 존"(dead zone) 영역이 존재한다는 걸 깨닫는다.
세라와 남편이 자원 봉사 중인 제3당 상원 의원 후보 그레그 스틸슨의 지지 집회에서 조니는 스틸슨과 악수를 하면서 그가 대통령이 돼 핵 선제 공격으로 재앙을 일으키는 미래를 본다. 조니는 담당의 샘 위잭에게 아돌프 히틀러의 악행을 미연에 방지하기 위해 죽일 기회가 있다면 실행하겠냐고 묻고, 위잭은 당연하다고 답한다.
조니는 목숨을 버릴 각오를 한 뒤 세라에게 편지를 남기고, 지지 집회에 몰래 소총을 반입해 숨어있다가 스틸슨을 겨눈다. 총알은 빗나가지만 스틸슨이 세라의 아기를 인간 방패로 삼은 모습을 한 사진가가 찍는다. 보안 요원의 총에 치명상을 입은 조니에게 분노한 스틸슨이 다가오고, 조니는 스틸슨의 손을 잡는다. 조니는 비겁한 행동이 담긴 사진이 공중에 알려져 명예가 실추되고 정치적 야심이 꺾이자 스틸슨이 총으로 자살하는 미래를 본다. 세라는 죽어가는 조니를 껴안고 사랑한다고 속삭인다.

## 출연진
- 크리스토퍼 워컨 - 조니 스미스 역
- 마틴 신 - 그레그 스틸슨 역
- 브룩 애덤스 - 세라 브래크널 역
- 톰 스케릿 - 조지 배너먼 보안관 역
- 허버트 롬 -  샘 위잭 의사 역: 신경과 의사.
- 앤서니 저비 - 로저 스튜어트 역
- 콜린 듀허스트 - 헨리에타 도드 역
- 니컬러스 캠벨 - 프랭크 도드 보안관보 역
- 숀 설리번 - 허브 스미스 역
- 재키 버로스 - 비라 브래크널 역

## 기타 제작진
- 협력 제작: 제프리 처노브
- 배역: 디어드러 보언, 재닛 허션슨, 제인 젱킨스
- 미술: 캐럴 스피어
- 의상: 올가 디미트로프